# Open di Francia 2019 - Doppio femminile in carrozzina
Diede de Groot e Aniek van Koot erano le campionesse in carica, e hanno difeso il titolo superando in finale Marjolein Buis e Sabine Ellerbrock con il punteggio di 6-1, 6-1.

## Teste di serie
1.    Diede de Groot /  Aniek van Koot (campionesse)
  2.    Marjolein Buis /  Sabine Ellerbrock (finale)

## Tabellone

### Legenda
| - Q = Qualificato - WC = Wild card - LL = Lucky loser | - ALT = Alternate - SE = Special Exempt - PR = Protected Ranking | - w/o = Walkover - r = Ritirato - d = Squalificato |

|  | Semifinali | Semifinali                         | Semifinali                         | Semifinali | Semifinali |  |  | Finale | Finale                           | Finale                           | Finale | Finale |  |
|  |            |                                    |                                    |            |            |  |  |        |                                  |                                  |        |        |  |
|  | 1          | Diede de Groot Aniek van Koot      | 3                                  | 6          | [10]       |  |  |        |                                  |                                  |        |        |  |
|  |            | Giulia Capocci Yui Kamiji          | 6                                  | 4          | [4]        |  |  | 1      | Diede de Groot Aniek van Koot    | Diede de Groot Aniek van Koot    | 6      | 6      |  |
|  |            | Charlotte Famin Kgothatso Montjane | Charlotte Famin Kgothatso Montjane | 3          | 4          |  |  | 2      | Marjolein Buis Sabine Ellerbrock | Marjolein Buis Sabine Ellerbrock | 1      | 1      |  |
|  | 2          | Marjolein Buis Sabine Ellerbrock   | Marjolein Buis Sabine Ellerbrock   | 6          | 6          |  |  |        |                                  |                                  |        |        |  |